# 市川三千男
市川 三千男（いちかわ みちお）は、日本の建築家。名古屋で活動する。
1969年、日本大学工学部建築学科卒業後、丹羽英二建築事務所設計監理部へて1978年に建築設計事務所を設立。2005年、国土交通大臣表彰。
代表作にサン・ケアレジデンス（愛知県岡崎市、2004年）、シャンボール千種（1980年）、山手通シティハウス（1999年）などがある。 